# Ігнатовське (Ленінградська область)
Ігнатовське (рос. Игнатовское) — селище у Подпорозькому районі Ленінградської області Російської Федерації.
Населення становить 83 особи. Належить до муніципального утворення Вінницьке сільське поселення.

## Історія
Згідно із законом від 1 вересня 2004 року № 51-оз належить до муніципального утворення Вінницьке сільське поселення.

## Населення
| 1958 | 1997 | 2007 | 2010 |
| ---- | ---- | ---- | ---- |
| 300  | ↘176 | ↘127 | ↘83  |